# High Fidelity
Cet article concerne l'adaptation cinématographique. Pour le roman original, voir Haute Fidélité. Pour l'adaptation télévisée, voir High Fidelity (série télévisée).
Pour plus de détails, voir Fiche technique et Distribution.
High Fidelity ou Haute Fidélité au Québec est une comédie romantique britanno-américaine de Stephen Frears sortie en 2000.
C'est une adaptation au cinéma du roman Haute Fidélité (High Fidelity), de l'auteur anglais Nick Hornby.
Bien que le film soit loin d'avoir autant de force que les œuvres précédentes de Frears, comme Prick Up Your Ears, ou The Grifters (Les Arnaqueurs), dans High Fidelity  (selon le site Rotten Tomatoes, qui place le film au 14e rang des 25 meilleures comédies romantiques) « la 'patte' de  Stephen Frears et l'excellent jeu  de l'ensemble des acteurs se combinent pour raconter une histoire intéressante, associée de plus à une bande sonore  « solide comme le rock » ».
La revue Empire Magazine donne à High Fidelity la 446e place dans son classement des 500 Plus Grands Films de Tous les Temps.

## Synopsis
Rob Gordon (John Cusack), 28 ans, gros fumeur, beau garçon dilettante et velléitaire (genre adolescent attardé), flemmard passionné de musique pop a abandonné ses études et tient une boutique de disques à Chicago : Championship Vinyl. Sa clientèle est composée surtout de geeks, fétichistes en recherche obsessionnelle d'éditions rares de vinyles pop. Rob est aidé par ses deux jumeaux débiles, ses vendeurs Dick (Todd Louiso) et Barry (Jack Black), incollables en musique, unis par la passion de la pop et de la R&B, mais fort différents : Dick est maigre, pâle et timide, alors que Barry est obèse, extraverti, et même arrogant avec les clients ignorants.
Au domicile de Rob, Laura (Iben Hjejle), avocate, sa compagne depuis plusieurs années, est en pleurs. Elle s'approche de Rob alors qu'il est absorbé par l'écoute de musique au casque, elle arrache la prise des écouteurs, et lui annonce qu'elle part, étant donné qu'ils viennent de rompre. Quand il arrive à surmonter son désarroi, elle est dans la rue, montant dans sa décapotable Saab ; il ouvre la fenêtre, pousse la musique à fond, et lui crie adieu. Resté seul, Rob se demande (brisant le quatrième mur, un procédé qui sera utilisé tout au long du film) pourquoi toutes ses aventures amoureuses se concluent par un échec. Selon son habitude d'établir des listes des Top 5 dans tous les domaines, il dresse la liste des cinq jeunes femmes qu'il a connues intimement depuis le lycée et décide de les contacter afin de savoir quelle fut la raison commune de ces échecs. Il se pose aussi la question du rôle de la musique, et de son thème récurrent qu'est l'amour déçu dans cet état de fait : « What came first, the music or the misery? […] Did I listen to pop music because I was miserable? Or was I miserable because I listened to pop music? » (« Qu'est-ce qui est venu avant : la musique ou bien le malheur ? […] Est-ce que j'ai écouté de la musique parce que j'étais malheureux ou bien est-ce que j'étais malheureux parce que j'écoutais de la musique ? »).
La mère de Rob éclate en sanglots quand elle apprend que Laura a quitté son fils (« C'était la meilleure chose qui te soit arrivé depuis longtemps ! »). Et la mère de Laura décide de ne pas apprendre à son mari que le couple s'est défait : ils appréciaient fort Rob, et comme son mari souffre d'une grave angine de poitrine, elle ne veut pas l'alarmer.

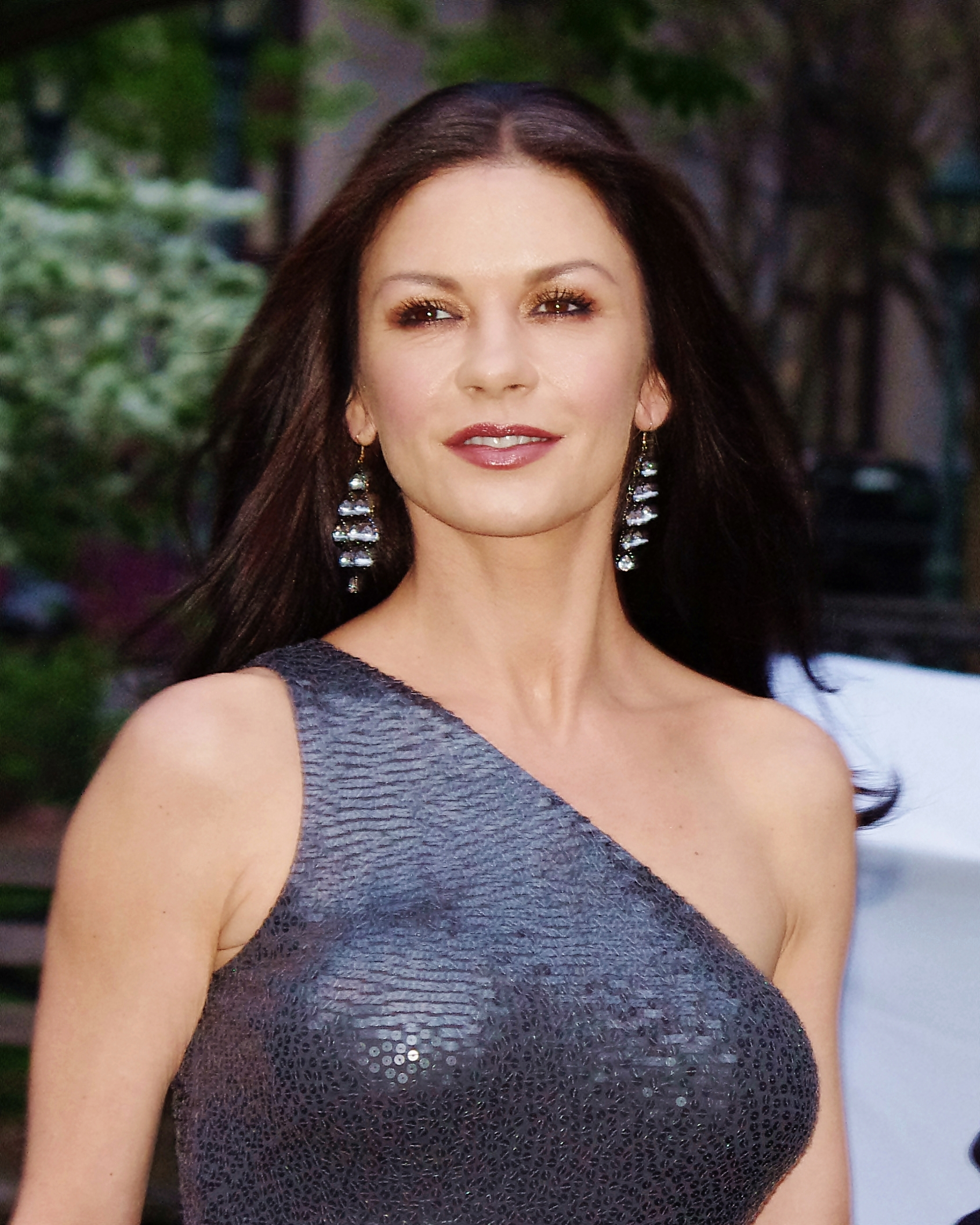
Charlie, une des anciennes flames de Rob est jouée par Catherine Zeta-Jones.

Rob cherche à revoir les quatre autres femmes qui ont compté dans son passé pour avoir une explication (et cette démarche qui pourrait être quelque peu sordide est l'occasion pour Frears de dresser de beaux portraits de femmes). La première fille, celle du temps de la Junior High School, est mariée, et vit en Australie (selon sa mère, dans un dialogue au téléphone surréaliste avec Rob). La suivante, celle du temps du College, lui crie avec véhémence qu'elle l'aimait, et que c'est lui, Rob, qui l'avait quittée car elle ne voulait pas coucher, du moins pas si vite, et qu'après avoir été abandonnée elle s'était donnée à un quidam, par dépit, et avait ensuite longtemps souffert de frigidité. La troisième, celle du temps de la High School (Catherine Zeta-Jones), le revoit avec plaisir et lui avoue qu'elle l'avait trompé sans motif particulier, si ce n'est parce qu'elle est volage. La quatrième, une grande dépressive connue alors qu'ils étaient tous deux solitaires, en manque de partenaire après rupture, est à nouveau seule à la suite du départ de son dernier ami, et prend un fort traitement neuroleptique, aussi Rob prend-il précipitamment congé d'elle. Et après chaque entrevue, Rob esquisse un petit pas de danse allègre : il déduit de son enquête que ces ruptures n'étaient pas de son fait, qu'il n'est pas maudit par le sort et que en somme ces séparations, passé le pénible sentiment de rejet, n'étaient pas des événements si malheureux.

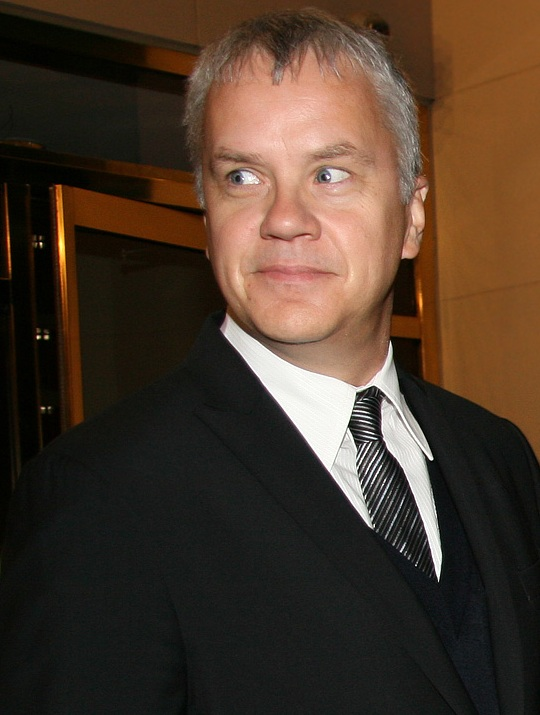
Tim Robbins joue Ian Raymond.

Cependant il exulte moins quand le souvenir de Laura le fait souffrir, d'autant qu'elle revient souvent chez lui pour « chercher ses affaires ». Rob apprend alors qu'elle vit avec le voisin du dessus, un nommé Ian Raymond, (Tim Robbins, hilarant et inquiétant en Don Juan New Age) dont ils riaient ensemble, quand ce gros macho à catogan et à bonnes fortunes faisait grincer spasmodiquement son sommier de lit, juste dans la chambre au-dessus de la leur. Rob se mêt alors à harceler le couple : coups de téléphone à répétition, veille devant l'appartement, stations sous la pluie sous les fenêtres de Ian. Ian vient alors le menacer doucereusement au magasin (et les trois réactions possibles de Rob et de ses acolytes sont filmées à la suite, démontrant bien sa disposition psychologique de velléitaire). Rob pleure la nuit seul dans son lit en imaginant Laura couchée avec Ian dans la chambre au-dessus de lui. Il comprend enfin qu'il s'est mal conduit envers Laura : il a accepté qu'elle lui « prête » $4 000 (tout en sachant parfaitement qu'il ne pourrait pas les rembourser), il lui a avoué qu'il avait commis une infidélité « accidentelle » alors qu'elle débutait une grossesse qu’il ignorait, il l'a incitée ensuite à avorter par son attitude infantile. À cela s'ajoute un refus de s'engager qui l'a déterminée à fuir.
Pendant cette période de détresse Rob entreprend un classement « autobiographique » de sa multitude de disques, et se laisse aller à une aventure passagère et intercurrente avec une belle chanteuse, Marie DeSalle (Lisa Bonet), qui lui dit au matin qu'elle n'a fait que céder au désir charnel : elle aime un autre homme, qui l'a quitté. Rob éprouve aussi une attirance pour une jolie critique musicale, et lui prépare une compile qui devrait la faire fondre. Et pour compliquer le tout, Liz (Joan Cusack, sœur de John Cusack), une confidente et amie commune quelque peu envahissante, « cherche à aider le couple à se ressouder ».

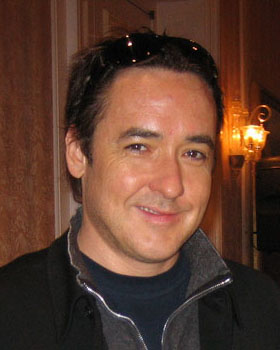
John Cusack en 2006.

Finalement, il apparaît à Rob que Laura est la femme de sa vie. Elle a la même révélation de son côté. D'ailleurs, lors d'un de ses passages chez Rob, elle trouve sur la table la liste des Top 5 désirs existentiels de son ex-concubin, et en est toute attendrie. Le père de Laura meurt sur ces entrefaites et les jeunes gens se revoient lors de l’enterrement. Il s'en va sous la pluie battante, elle le suit en voiture, le fait monter à ses côtés, lui demande de lui faire l'amour dans la voiture, et – en se félicitant de porter une jupe large – se met sur lui. Puis elle reprend les rênes du couple en main : elle organise une fête à l'occasion de la sortie du premier disque de jazz produit par la toute nouvelle maison d'édition de Rob (de sa propre initiative, elle a dessiné et fait coller les affiches.). Lors de cette fête, Barry « fait un tabac » en se révélant excellent chanteur, et le film semble se terminer par un happy ending.

## Fiche technique
Titre Québécois : Haute Fidélité
- Musique : Howard Shore
- Photographie : Seamus McGarvey
- Montage : Mick Audsley
- Production : Tim Bevan et Rudd Simmons
- Société de distribution : Touchstone Pictures
- Budget : 20 000 000 $
- Format : Couleur
- Langue : anglais
- Genre : Comédie romantique
- Dates de sortie :
  - 31 mars 2000,  États-Unis
  - 21 juillet 2000,  Royaume-Uni
  - 6 septembre 2000,  France

## Distribution
- John Cusack (VF : Emmanuel Jacomy ; VQ : Sebastien Dhavernas) : Rob Gordon
  - Drake Bell : Rob Gordon jeune
- Iben Hjejle (VF : Nadia Fossier ; VQ : Anne Dorval) : Laura
- Todd Louiso (VF : Éric Missoffe ; VQ : Daniel Lesourd) : Dick
- Jack Black (VF : Philippe Bozo ; VQ : Olivier Visentin) : Barry
- Lisa Bonet (VF : Annie Milon ; VQ : Linda Roy) : Marie DeSalle
- Catherine Zeta-Jones (VF : Rafaèle Moutier ; VQ : Élise Bertrand) : Charlie Nicholson
- Joan Cusack (VF : Chrystelle Labaude ; VQ : Violette Chauveau) : Liz
- Tim Robbins (VF : Jérôme Rebbot ; VQ : Benoit Rousseau) : Ian « Ray » Raymond
- Lili Taylor (VF : Magali Barney ; VQ : Christine Seguin) : Sarah Kendrew
- Natasha Gregson Wagner (VQ : Camille Cyr-Desmarais) : Caroline
- Sara Gilbert (VQ : Johanne Léveillé) : Annaugh Moss
- Alex Désert (VF : Frantz Confiac ; VQ : Yves Corbiel) : Louis
- Bruce Springsteen (VF : Julien Kramer ; VQ : Pierre Auger) : lui-même

## Bande originale
1. 13th Floor Elevators, You're Gonna Miss Me
2. The Kinks, Everybody's Gonna Be Happy
3. John Wesley Harding, I'm Wrong About Everything
4. The Velvet Underground, Oh! Sweet Nuthin'
5. Love, Always See Your Face
6. Bob Dylan, Most of the Time
7. Sheila Nicholls, Fallen for You
8. The Beta Band, Dry the Rain
9. Elvis Costello & The Attractions, Shipbuilding
10. (Smog), Cold Blooded Old Times
11. Barry Jive & The Uptown Five, Let's Get It On
12. Stereolab, Lo Boob Oscillator
13. Royal Trux, Inside Game
14. The Velvet Underground, Who Loves the Sun
15. Stevie Wonder, I Believe (When I Fall In Love It Will Be Forever)

### Autres musiques dans le film
| Artiste                                               | Titre                                       |
| ----------------------------------------------------- | ------------------------------------------- |
| Bow Wow Wow                                           | I Want Candy                                |
| Elton John                                            | Crocodile Rock                              |
| Joan Jett & The Blackhearts                           | Crimson and Clover                          |
| Belle and Sebastian                                   | Seymour Stein                               |
| Écrite par Rush, interprétée par Jack Black           | Jacob's Ladder                              |
| Katrina and the Waves                                 | Walking on Sunshine                         |
| Liz Phair                                             | Baby Got Going                              |
| Brother JT3                                           | Little Did I Know                           |
| Ann Peebles                                           | I Can't Stand the Rain                      |
| Bruce Springsteen                                     | The River                                   |
| Écrite par Peter Frampton, interprétée par Lisa Bonet | Baby, I Love Your Way                       |
| The Vaselines                                         | Jesus wants me for a sunbeam                |
| Edith Frost                                           | On Hold                                     |
| Goldie                                                | Hyena 1                                     |
| Barry White                                           | I'm Gonna Love You Just a Little More, Babe |
| Liam Hayes (alias Plush)                              | Soaring & Boring                            |
| The Chemical Brothers                                 | Leave Home                                  |
| John Etkin-Bell                                       | Four to the Floor                           |
| Tony Bricheno & Jan Cryka                             | Loopfest                                    |
| Illinois Jacquet                                      | Robbin's Nest                               |
| Aretha Franklin                                       | Rock Steady                                 |
| Stiff Little Fingers                                  | Suspect Device                              |
| Queen                                                 | We Are the Champions                        |
| Al Green                                              | I'm Glad You're Mine                        |
| Love                                                  | Your Friend & Mine                          |
| Bob Dylan                                             | Tonight I'll Be Staying Here With You       |
| Bob Dylan                                             | Most of the Time                            |
| Grand Funk Railroad                                   | Get It Together                             |
| Harbhajhn Singh & Navinder Pal SinghThis India        | This India                                  |
| De La Soul                                            | Tread Water                                 |
| Harry Nilsson                                         | The Moonbeam Song                           |
| Eric B. & Rakim                                       | Juice (Know the Ledge)                      |
| Apartment 26                                          | Doing It Anyway                             |
| Eric B. & Rakim                                       | What's On Your Mind                         |
| Sy Smith                                              | Good & Strong                               |
| Sir Douglas Quintet                                   | Mendocino                                   |
| Paper Lace                                            | The Night Chicago Died                      |
| Dick Walter                                           | Chapel of Rest                              |
| Jackie Wilson                                         | I Get the Sweetest Feeling                  |
| The Roots                                             | The Anti-Circle                             |
| High Llamas                                           | Homespin Rerun                              |
| Rupert Gregson-Williams                               | Hit the Street                              |
| Love                                                  | My Little Red Book                          |

## Autour du film
- Le livre de Nick Hornby fut acheté par la compagnie « Disney's Touchstone Pictures » en 1995, et resta en gestation pendant 3 ans[4]. Puis les gestionnaires de la compagnie pensèrent pour le rôle principal à John Cusack, qui venait d'obtenir un franc succès avec son personnage de sicaire dilettante, désabusé et dépressif dans le film Grosse Pointe Blank  (Tueurs à gages). L'un des adaptateurs du livre de Hornby, D.V. DeVicentis, est d'ailleurs lui aussi un obsédé de disques : il possède 1 000 disques vinyle et des milliers de DVD et de bandes[5].
- Les adaptateurs décidèrent de choisir Chicago au lieu de Londres car ils connaissaient mieux Chicago, qui d'ailleurs est un haut-lieu de la musique alternative[6].

John Cusack dit lui-même: « En lisant le livre, j'ai tout de suite pensé à des endroits précis de Chicago. J'ai vu l'école de Rob, et la fac qu'il a abandonnée, et les magasins où il allait écouter des disques. Quand j'étais jeune, je connaissais deux ou trois boutiques où travaillaient des personnages tout à fait identiques à Rob, Dick et Barry. ».

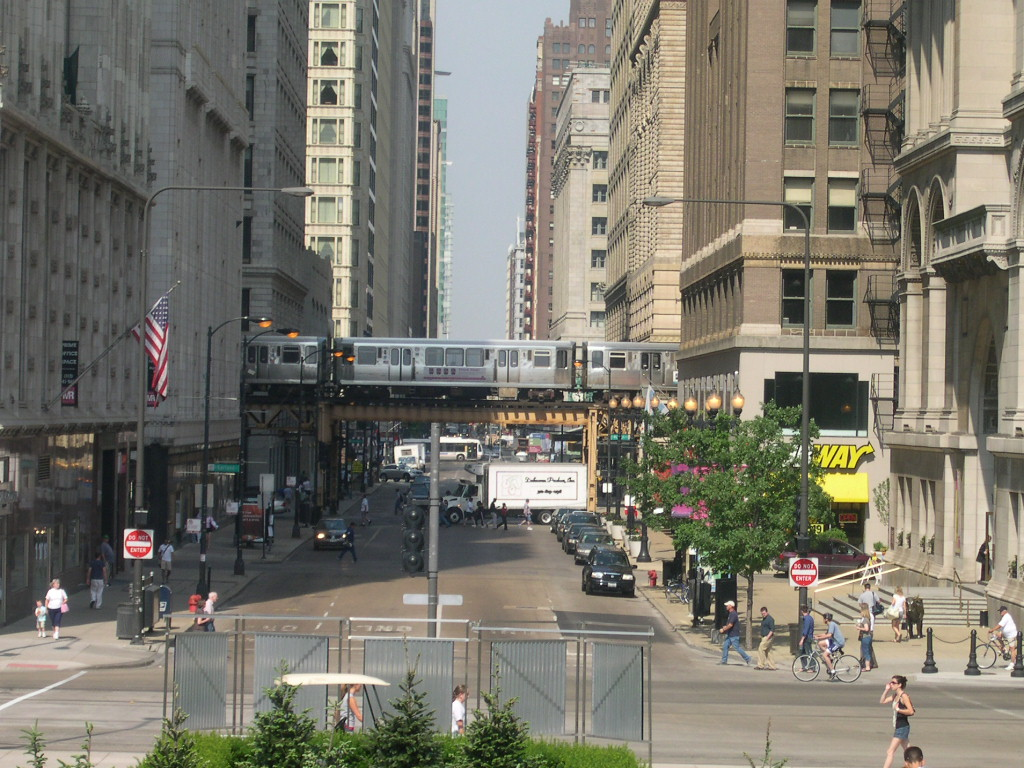
Le célèbre métro aérien sur l'Union Loop à Chicago.

Pour expliquer que le choix de Chicago devait l'emporter, Charlotte Tudor (employée chez le distributeur Buena Vista) assura même: « Chicago dégage la même ambiance que les quartiers nord de Londres, il y a la même vibration dans la musique, le même climat, et des tas de scènes sont tournés dans des bars enfumés. Chicago exerce un attrait universel. ».
Seules quelques vues des gratte-ciel typiques, et un monologue de Rob sur le pont métallique enjambant la rivière Chicago rappellent vraiment la mégapole américaine : les petits jardins entourés de grilles devant les maisons de brique, la pluie omniprésente, les cafés enfumés ressemblant aux pubs, la population qui semble composée surtout de bourgeois-bohèmes, composent en fait un décor vraiment londonien.
- Cusack fut tout d'abord gêné par la fréquence du procédé dit « rupture du 4e mur », qui le faisait monologuer face à la caméra[10]: l'acteur craignait, disait-il, de « révéler trop de lui-même ». Cependant, quand Stephen Frears eut accepté de diriger le film, Cusack se laissa convaincre[4].
- Cusack et les adaptateurs pensèrent[11] qu'il serait intéressant de mentionner dans le film une scène du livre de Hornby : celle dans laquelle Rob écoute les conseils de Bruce Springsteen (chantant Bobby Jean et Born in the U.S.A.) pour savoir comment gérer ses liaisons amoureuses. Mais Frears connaissait Springsteen, il lui parla de son éventuelle apparition en cameo dans le film, et après réflexion et lecture du script, Springsteen accepta de faire une apparition[4].
- Frears était à la recherche de son héroïne, lorsque, au Festival du film de Berlin, il vit Mifune, dont la star est la danoise Iben Hjejle. Il sut alors que c'était l'actrice qu'il cherchait pour le rôle de Laura, et elle accomplit d'ailleurs un travail très solide, en particulier en améliorant son anglais.
- Frears avait apprécié le livre de Hornby, sans cependant être enthousiasmé[12]. Mais il accepta de le porter à l'écran, car il voulait travailler avec Cusack : il avait beaucoup aimé tourner The Grifters (Les Arnaqueurs) en 1990 avec lui. Il insista aussi pour avoir Jack Black dans le rôle de Barry[13], dont la vitalité fait mouche, au point que dans certaines scènes il vole la vedette à John Cusack.
- Pour sélectionner les titres devant composer la musique, Cusack et les adaptateurs écoutèrent 2 000 chansons, et en choisirent 70[4].
- La première du film eut lieu le 31 mars 2000 au grand cinéma El Capitàn de Hollywood, et l’arrosage eut lieu ensuite au Sunset Room, et fut animée par le groupe Tenacious D. La recette de la première semaine fut de $ 6,4 millions, et la recette mondiale de 47 millions de dollars[14].

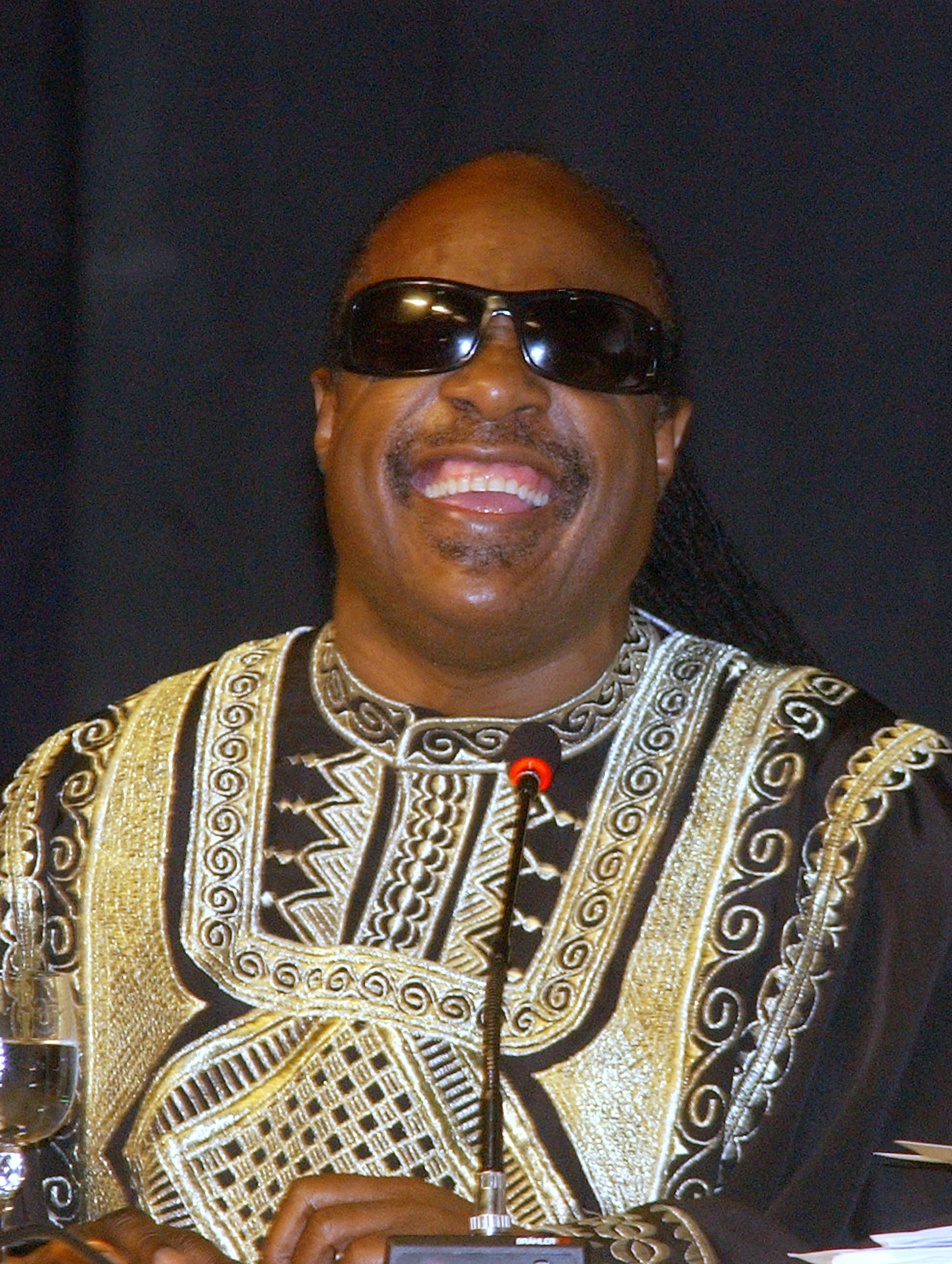
Stevie Wonder, dont le célèbre tube I Just Called to Say I Love You (1984) est brocardé dans le film.

- La manie des Top 5 vient de Barry, ultra-connaisseur de musique pop (comme Dick) et qui fait preuve du plus grand snobisme dans ce domaine : il n'hésite ni à refuser de vendre des disques à des clients qui n'en valent pas la peine à ses yeux, ni à déprécier sa marchandise. Ainsi, quand un bourgeois aux cheveux blancs lui demande pour sa fille un disque qui lui parait vraiment ringard (I Just Called to Say I Love You), il s'enquiert : « Elle est dans le coma ? », puis lui assène : « Est-ce qu'on a une tête à vendre cette saleté dégoulinante de I Just Called to Say I Love You ? Allez donc voir au super-marché ! ». Et le client furieux l'injurie (« Fuck you! ») et sort en claquant la porte. Après quoi Barry demande à son employeur : « Allez, Rob, cite-moi vite les cinq pires crimes contre la musique commis par Stevie Wonder dans les années 1980 et 1990. Go ! Et une question subsidiaire : a-t-on le droit de reprocher à quelqu'un qui fut un génie les fautes de goût de sa fin de carrière ? Ou encore : vaut-il mieux brûler à son firmament, ou décliner et s'éteindre peu à peu ? ». Mais Barry le cynique peut être sensible : quand il apprend que le beau-père potentiel de Rob est décédé, il dresse en son honneur une liste des Top Five chansons traitant de la mort.
- Dans l'édition DVD, un problème de traduction dans le sous-titrage français fait souvent comprendre la fin à l'envers (que le couple se sépare au lieu du happy ending). Mais Rob va-t-il vraiment changer ?